# MSSA
MSSA (ang. methicillin-sensitive Staphylococcus aureus czyli Staphylococcus aureus wrażliwy na metycylinę) –  szczep gronkowca złocistego, który jest wrażliwy na metycylinę, ale wytwarza penicylinazę i dlatego jest oporny na penicyliny naturalne.